# TUN/TAP
در شبکه‌های کامپیوتری، TUN و TAP دستگاه‌های شبکهٔ مجازی هستهٔ سیستم عامل هستند.
TUN برگرفته از network TUNnel یک دستگاه لایهٔ شبکه را شبیه‌سازی می‌کند و با بسته‌های لایهٔ ۳ مانند بسته‌های IP عمل می‌کند. TAP یک دستگاه لایهٔ پیوند را شبیه‌سازی می‌کند و با بسته‌های لایهٔ ۲ مانند قاب‌های اترنت رفتار می‌کند.
TUN با route کردن استفاده می‌شود در حالی که TAP برای ساخت پل شبکه استفاده می‌شود.

## کاربردها
سیستم‌ها و برنامه نویس‌ها از TUN/TAP برای این موارد استفاده می‌کنند:
- شبکهٔ خصوصی مجازی (VPN)
- شبکهٔ ماشین‌های مجازی
- اتصال ماشین‌های واقعی به شبیه‌سازی‌های شبکه